# ロイヤル・アルバート・ホール

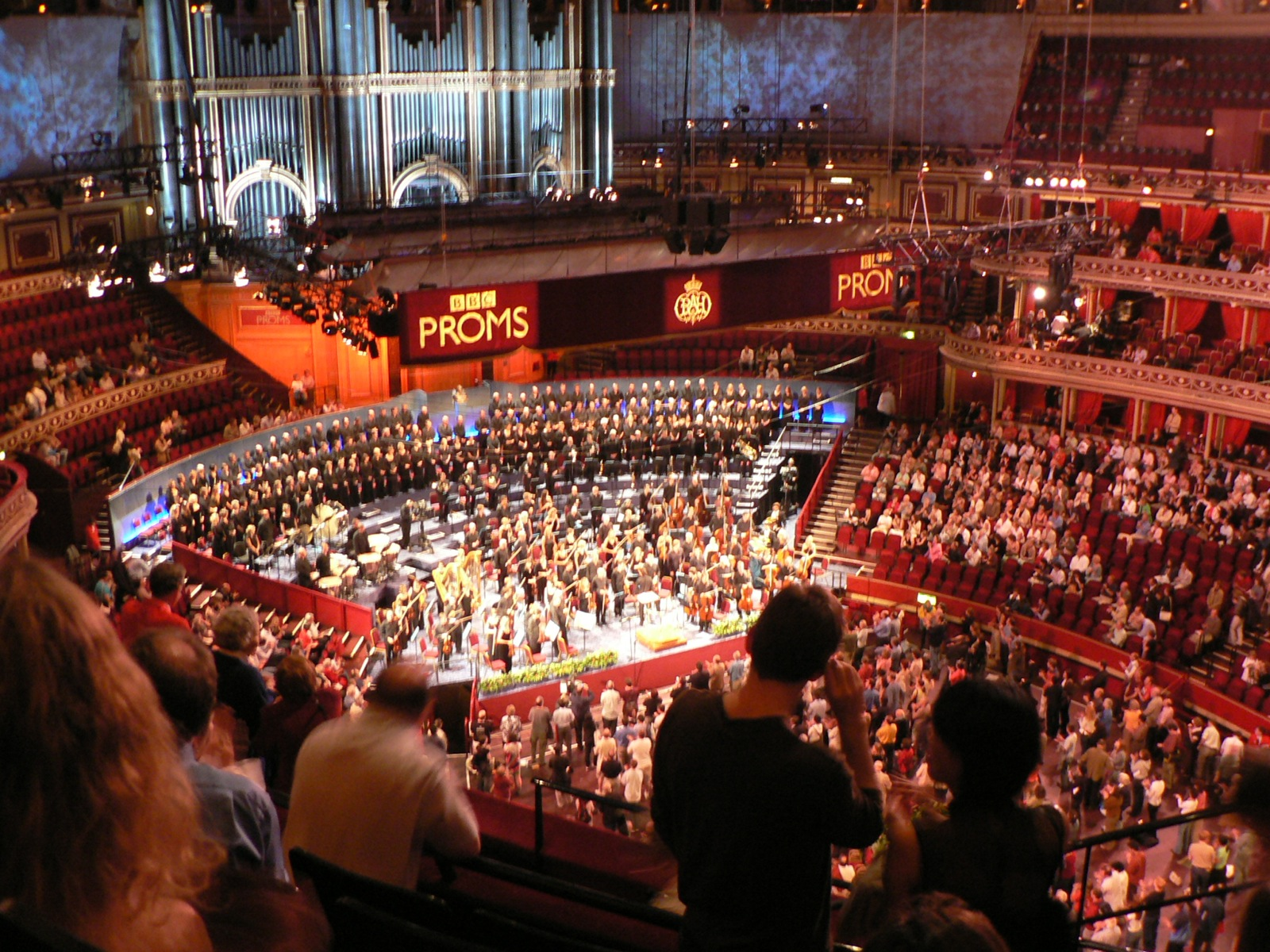
ホール内観
（写真：2005年、BBCプロムスコンサート）

ロイヤル・アルバート・ホール（Royal Albert Hall of Arts and Sciences）は、イギリスのヴィクトリア女王の夫であるアルバート公に捧げられた演劇場である。ロンドン中部のサウス・ケンジントン近隣、シティ・オブ・ウェストミンスターに位置し、同劇場の位置する区画はアルバートポリスとして知られる。

## 概要
1871年3月29日の開場以来、ロイヤル・アルバート・ホールでは多くのイベントが行われ伝説的人物を生みだし、「ザ・ネイションズ・ヴィレッジ・ホール」と呼ばれた。
建物の大きさは83メートル（272フィート）×72メートル（236フィート）で、形は楕円形をしており、8,000人のキャパシティーがある。9,000人までの入場が可能であるが、現代の安全基準では収容数を7,000人としている。ホールの天井は鉄骨のドームにガラス張りとなっており、高さは41メートル（135フィート）である。ホールの外部には「芸術と科学の勝利」を描く巨大なテラコッタが展示される。
1941年より毎年夏に開催されている「BBCプロムナードコンサート」（The Proms）の会場としても広く知られる。また他にも、クラシックからポップスまで、様々な音楽のコンサートが開催されている。ホールは、ステージ後方に、パイプオルガンを備える。
アルフレッド・ヒッチコック監督の映画「知りすぎていた男(The Man Who Knew Too Much)」では、コンサートの大音響に紛れて某国首相の暗殺計画が実行されるという、ストーリー展開上重要な舞台となった。
1968年にはユーロビジョン・ソング・コンテストが、1969年から20年間、ミス・ワールド世界大会の会場として使用された。
また、ボクシングやプロレスリング、テニス等のスポーツイベントも開催されることもある。1991年に日本の大相撲がロンドン公演を行った会場であり、2025年も開催を予定している。
広大なハイドパークにつながるケンジントン・ガーデンズに面している。